# Лунка-Банулуй (Мехедінць)
Лунка-Банулуй (рум. Lunca Banului) — село у повіті Мехедінць в Румунії. Адміністративно підпорядковане місту Стрехая.
Село розташоване на відстані 226 км на захід від Бухареста, 46 км на схід від Дробета-Турну-Северина, 55 км на північний захід від Крайови.

## Населення
За даними перепису населення 2002 року у селі проживали 495 осіб, з них 494 особи (99,8%) румунів. Усі жителі села рідною мовою назвали румунську.